# Indumentaria de la India
La indumentaria de la India es el conjunto de prendas fabricadas con diversas telas o pieles y texturas, usadas por los habitantes de la India, bien sea por la protección de las inclemencias meteorológicas, bien por la doctrina religiosa que se profesa.

## Dhoti

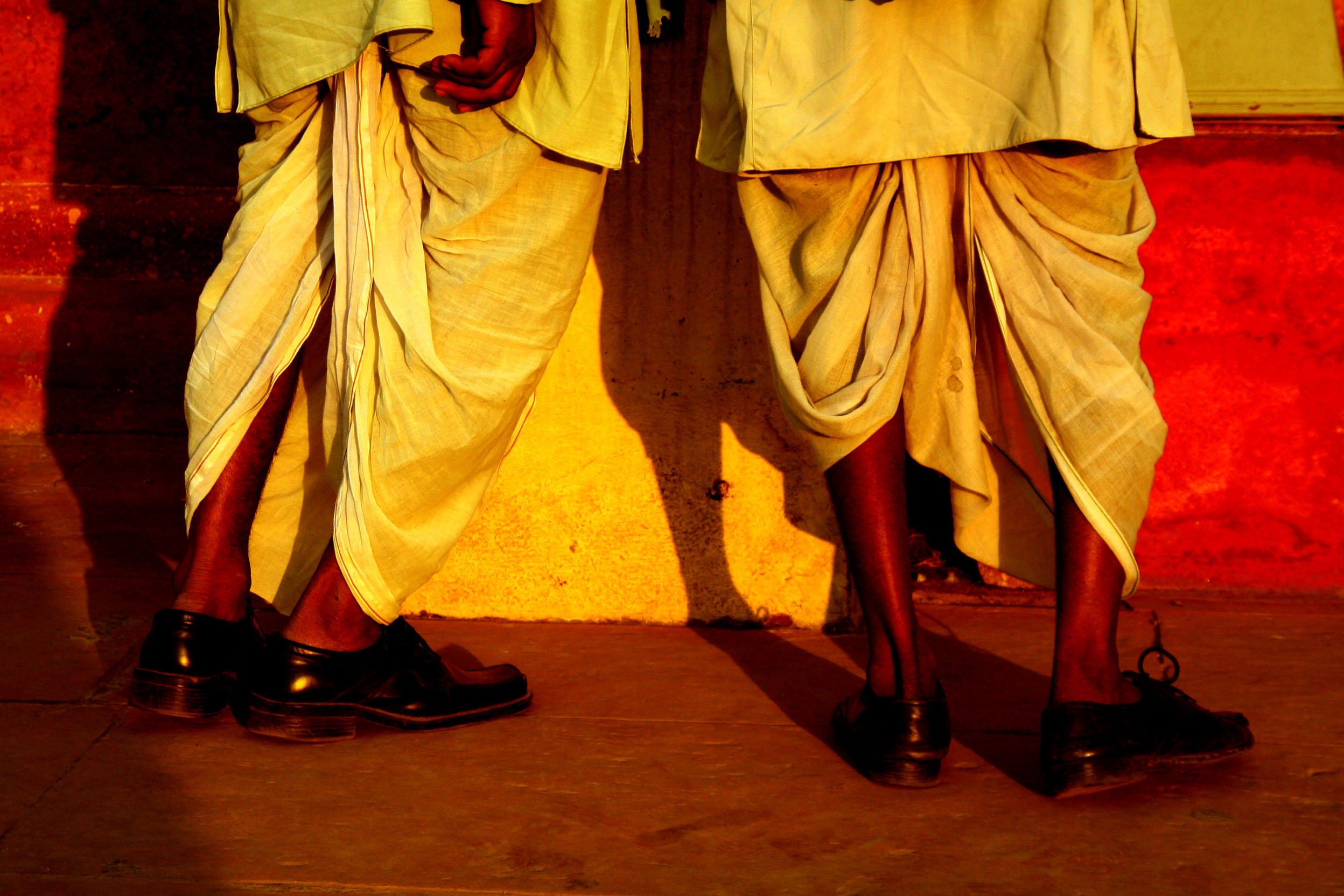
Dos hombres con dhoti en Delhi.

El dhoti es una indumentaria típica para los hombres de la India. Se usa de forma tradicional en Bengala y en la cultura del valle del Ganges, y se ha extendido por otras zonas de la India. Consiste en una prenda rectangular de algodón que puede llegar a medir 5 metros de largo por 1,20 de ancho.
De forma mayoritaria el dhoti es de color blanco o crema y se enrolla alrededor de la cintura pasándolo por el medio de las piernas, fijándose finalmente en la cintura. De esta manera se consiguen unos pantalones ligeros ideales para el clima cálido del subcontinente.

## Khalat

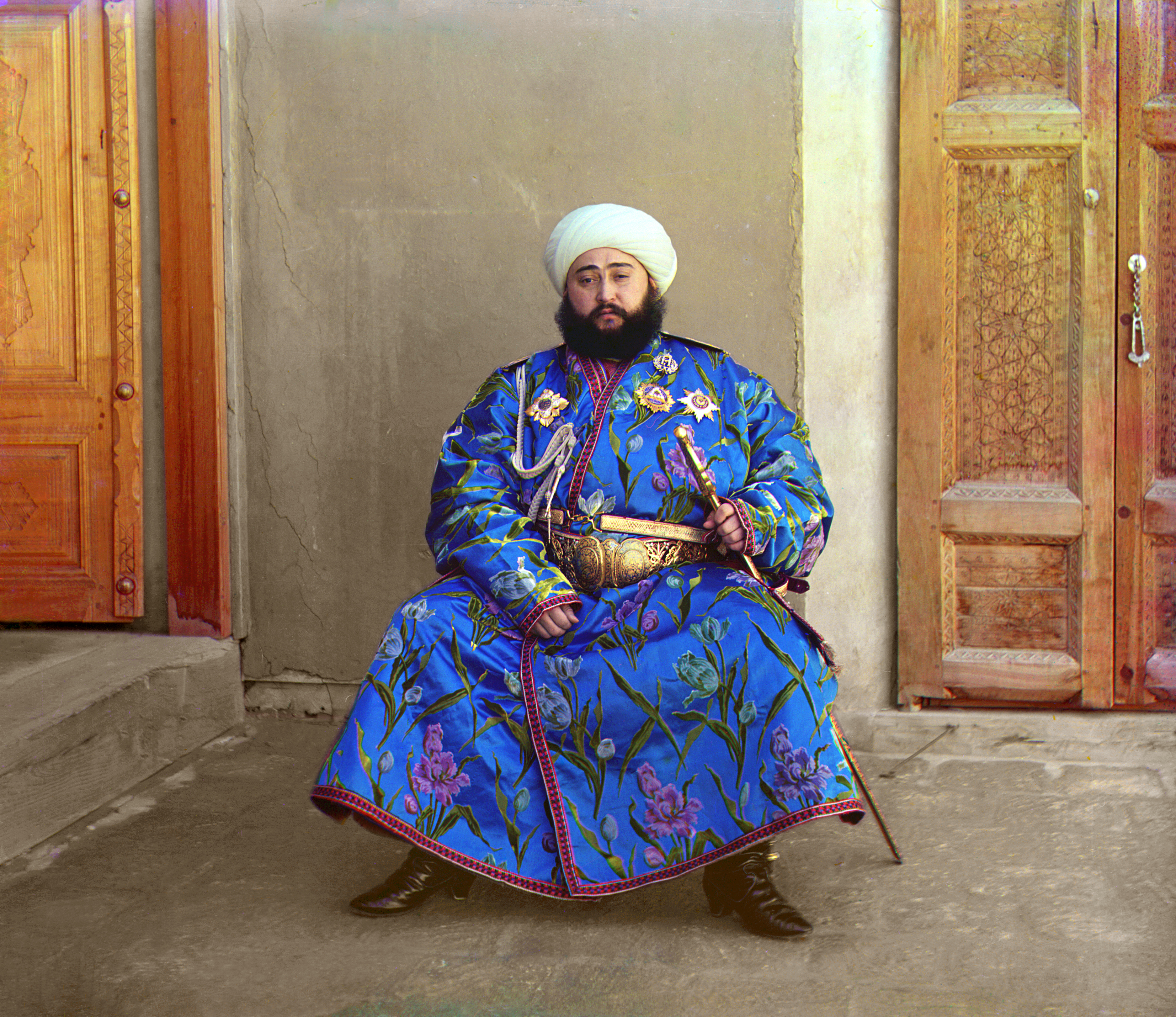
El emir de Bukhara llevando un khalat.

El khalat es un traje externo suelto de manga larga de algodón o seda, común en Asia Central, Irán y la India septentrional.
La prenda se lleva tanto por hombres como por mujeres, aunque dependiendo del sexo, se forma mediante estilos diferentes.
Históricamente, los khalats se han utilizado como premios honoríficos, de forma semejante al manto. La palabra khalat/khilat también fue utilizada para denotar la ceremonia de conceder el traje honorífico. Estos aspectos sociales de la ropa se han conocido en otras sociedades como por ejemplo, por el siglo xix en la India británica la palabra khillat significaba cualquier regalo de dinero o de mercancías concedidas por el gobierno de la India a cambio de servicio de príncipes tributarios, de khans y de jefes tribales.

## Kirpán

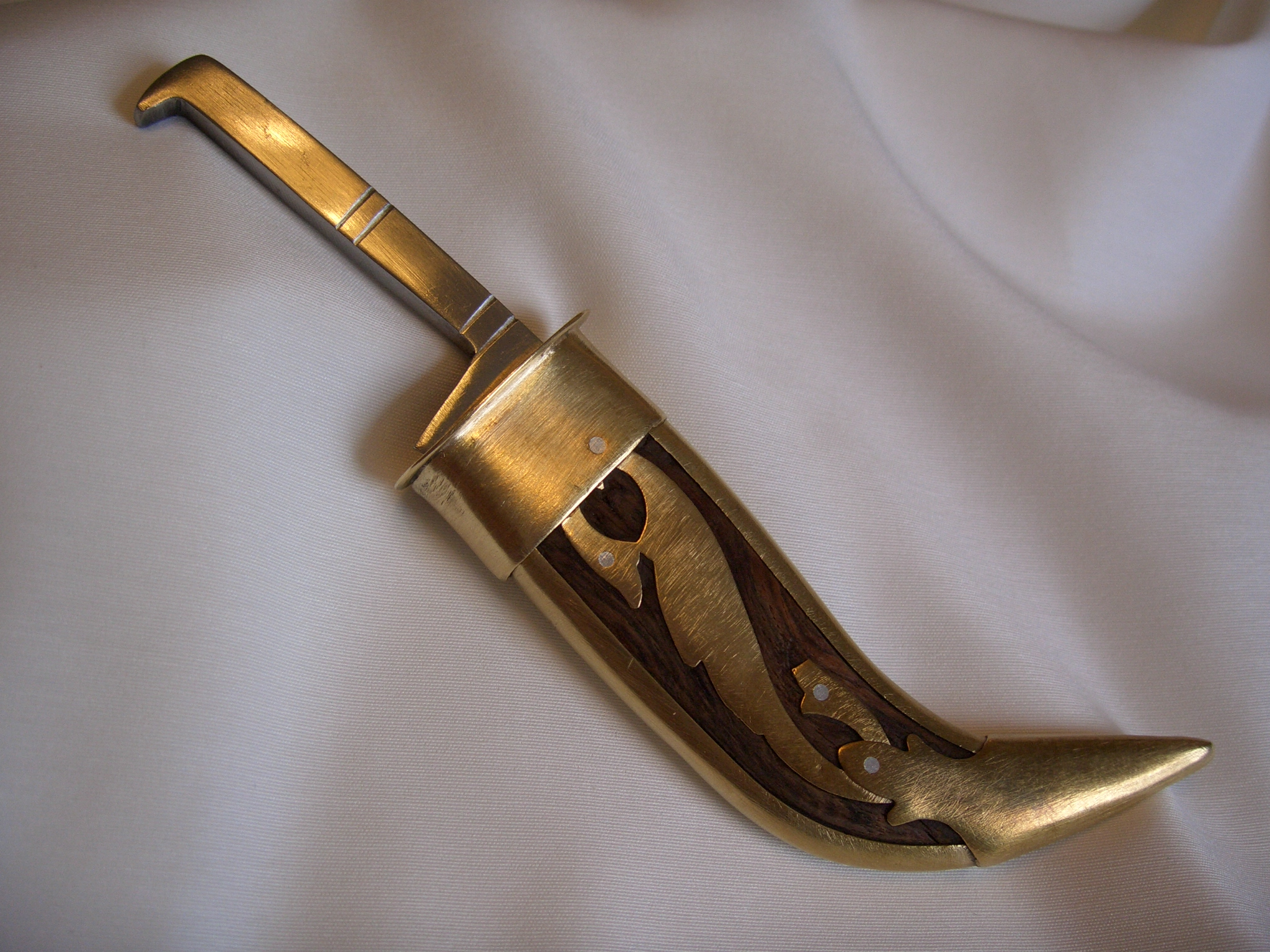
Kirpán tradicional de los Sijis actualmente.

El kirpán es un arma simbólica de forma parecida a un puñal que portan los sijes ortodoxos como un símbolo de la resistencia contra la opresión y la injusticia.
El kirpán se lleva sobre un cinturón de tela llamado Gatra, aunque no todas las personas seguidoras del sijismo lo portan. En sus orígenes el kirpán era una espada de ceremonias pero actualmente no es más que una pequeña daga que simboliza poder y libertad de espíritu, autorrespeto, la lucha constante del bien y la moralidad sobre la injusticia.
El kirpán está concebido para no desenvainarse nunca para atacar.

## Kurta
Una kurta es una indumentaria tradicional llevada en la India, además de Afganistán, Bangladés, Pakistán y Sri Lanka.
La kurta es una camisa suelta que cae hasta los muslos o debajo de las rodillas de la persona que lo lleva y es portada tanto por hombres como por mujeres. Las mujeres también utilizan una versión más corta, que se llama kurti.
Las kurtas se llevan tradicionalmente con los salwars sueltos, los churidars ajustados, los dhotis enrollados a la cintura, o los kurtas-pijama. Ahora también se llevan con pantalones vaqueros.
Las kurtas se llevan tanto como ropa de diario ocasional como vestido formal.
En Bengala, Gran Bretaña y Canadá también se las conoce como panyabi (del hindi panjabí).

## Churidar y salwar

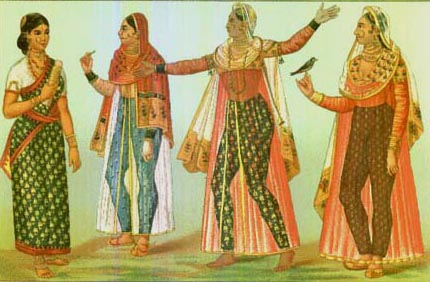
Mujeres portando churidar en el siglo.

Los pantalones churidar son un tipo de pantalones que utilizan tanto hombres como mujeres en Asia del Sur y Asia Central. Se trata de una variante de los pantalones salwar comunes.
Los salwar, a diferencia de los churidar, se cortan de par en par en la tapa y el estrecho, a la altura del tobillo, sin embargo, los pantalones churidar se estrechan antes de llegar, para revelar los contornos de la pierna. Se cortan generalmente al bies a 45 grados con lo que los hace elásticos. El estiramiento es importante cuando los pantalones son ajustados.

## Sari

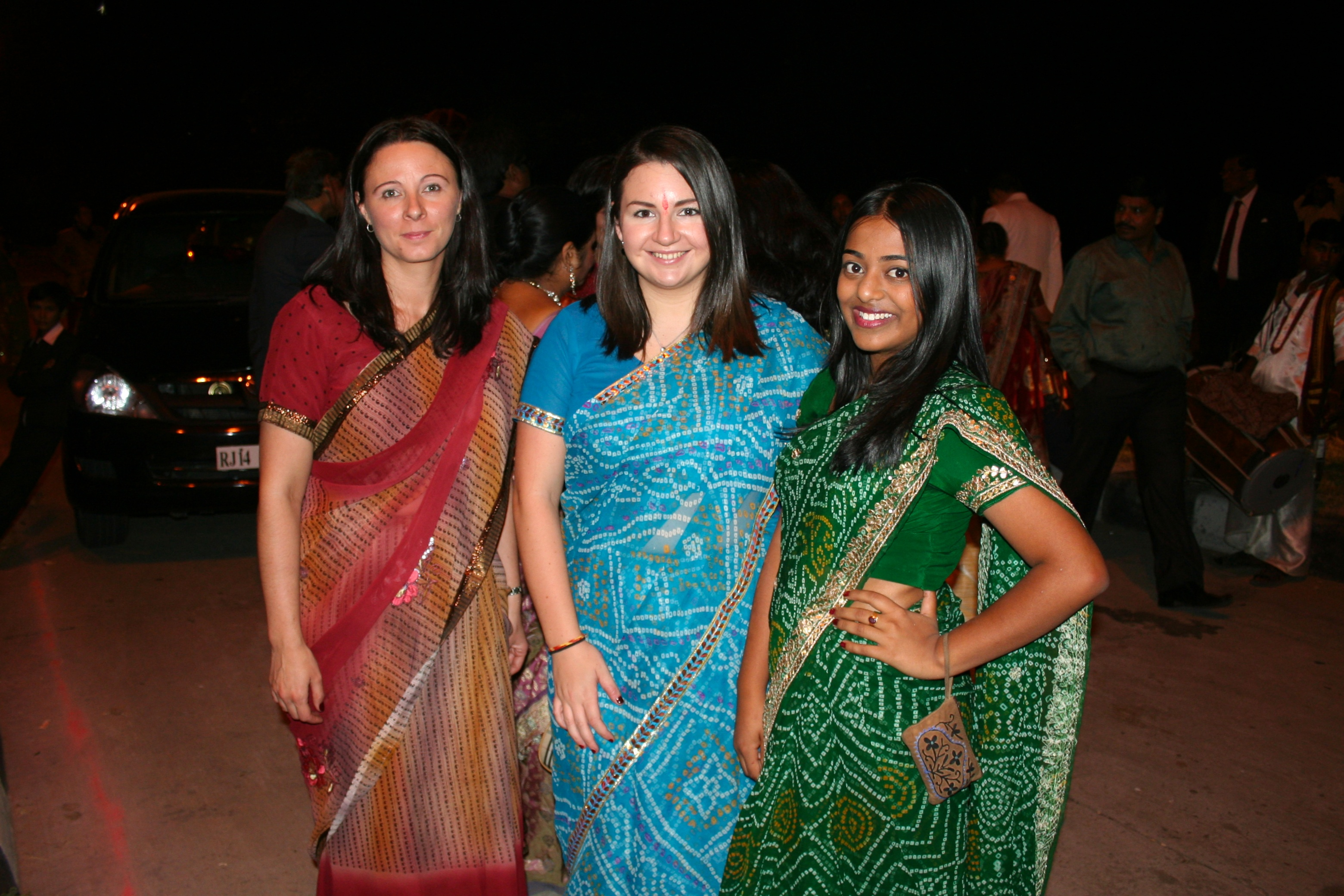
Jóvenes hindúes vestidas de Saris

El sari es un vestido tradicional usado por muchas mujeres del subcontinente indio. Dependiendo del idioma indio, puede llamarse de diferentes maneras: en hindi, guyaratí; en maratí, se le denomina sāṛī; en canarés, seere; en telegú, cheera y en Tamil podavai.

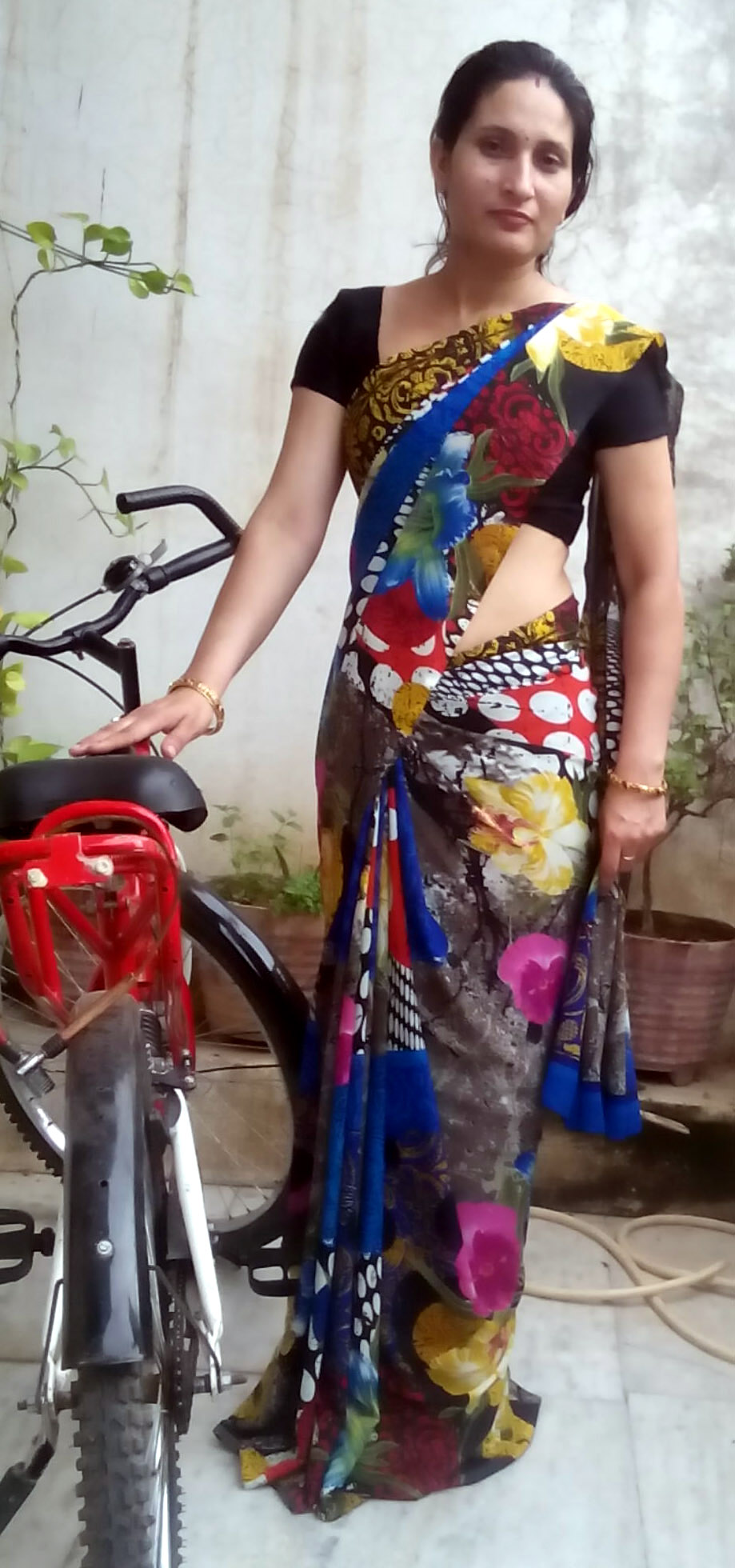
Sari es uno de los más tradicionales vestidos tradicionales.

Consiste en un largo lienzo de seda ligero que se usa como vestido según el subcontinente indio. Bangladés y otros países colindantes también lo usan. Debajo del sari las mujeres han de vestir una blusa y una breve enagua e introducen un extremo del sari en la cintura y lo empiezan a enredar alrededor de su cuerpo para vestir el sari.

## Shahtoosh

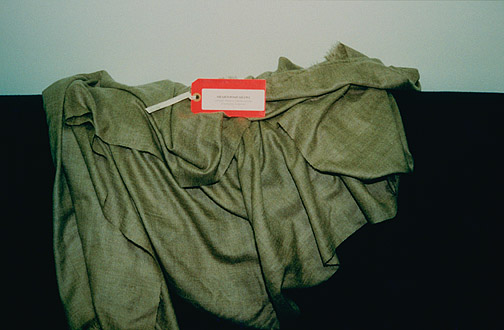
Chal de shahtoosh.

El shahtoosh (también escrito Shatush) —palabra persa que significa Placer de los reyes—, es el nombre de un tipo particular de chal, tejido utilizando las hebras del pelaje del antílope tibetano o chirú, por los tejedores de Cachemira.
Originalmente no había muchos de estos chales ya que su producción requería de artesanos de gran experiencia para tejer los delicados pelos (que poseen un diámetro de entre 9 a 11 micrómetros). Estos factores convertían a los chales Shahtoosh en objetos preciosos.